# Backyard Worlds
Backyard Worlds: Planet 9, auch Backyard Worlds oder BYW genannt, ist ein von der NASA finanziertes Citizen-Science-Projekt, das Teil des Portals Zooniverse ist. Das Ziel des Projektes ist es, nach neuen Braunen Zwergen und Sternen mit niedriger Masse in der direkten Nachbarschaft der Sonne zu suchen. Das Projekt könnte auch den hypothetischen Planeten Neun finden. Der leitende Wissenschaftler des Projekts ist Marc Kuchner, ein Astrophysiker am NASA Goddard Space Flight Center.

## Geschichte
Backyard Worlds wurde am 15. Februar 2017 der Öffentlichkeit zugänglich gemacht. Dies war kurz vor dem 87. Jahrestag der Entdeckung von Pluto, welcher bis zu seiner Neuklassifikation als ein Zwergplanet in 2006 als der neunte Planet galt. Seit dieser Neuklassifikation gibt es Anzeichen, dass es einen weiteren Planeten im äußeren Sonnensystem hinter dem Kuipergürtel geben könnte. Dieser hypothetische Planet wird Planet Neun genannt. Dieser Planet wäre so weit weg von der Sonne, dass er nur einen kleinen Teil des Sonnenlichts reflektieren würde, zu wenig für die meisten astronomischen Durchmusterungen. Modelle der planetaren Atmosphäre von Planet Neun weisen jedoch darauf hin, dass der hypothetische Planet im Infrarotbereich mit dem Wide-field Infrared Survey Explorer (WISE) Weltraumteleskop nachweisbar wäre. Durch die Bewegungseffekte von Parallaxe und Eigenbewegung würde sich Planet Neun auf eine charakteristische Weise zwischen den Bildern desselben Himmelsabschnitts für verschiedene Zeiträume bewegen. Zusätzlich zu Planet Neun ist auch die Bewegung von anderen Objekten sichtbar, etwa die der Braunen Zwerge.
Die Freiwilligen werden durch ein Tutorial geführt und benötigen keine Vorkenntnisse von Astronomie. Die Freiwilligen durchsuchen Animationen im Daumenkino-Stil, welche aus speziell erstellten Infrarotbilder bestehen, aufgenommen von WISE im Wellenlängenbereich von 3,4 und 4,6 Mikrometer. Die Bilder enthalten Artefakte des Instruments und sind von Rauschen betroffen, was die automatische Erkennung von sich bewegenden Objekten stört und diese Aufgabe ideal für die menschliche Wahrnehmung macht, die weniger von dem Rauschen betroffen ist.
Das Projekt wird durch das NASA’s Astrophysics Data Analysis Program bis 2020 subventioniert.
Im November 2018 wurde das Projekt „rebooted“ (neugestartet), mit neuen Bildern und reduziertem Rauschen.
Im Zuge des Projektes haben Freiwillige selbst ein Online-Tool erstellt, um Animationen im Daumenkino-Stil anzuzeigen und diese nach den Koordinaten zu suchen. Wie das Projekt benutzt das Tool Bilder von WISE.

## Entdeckungen

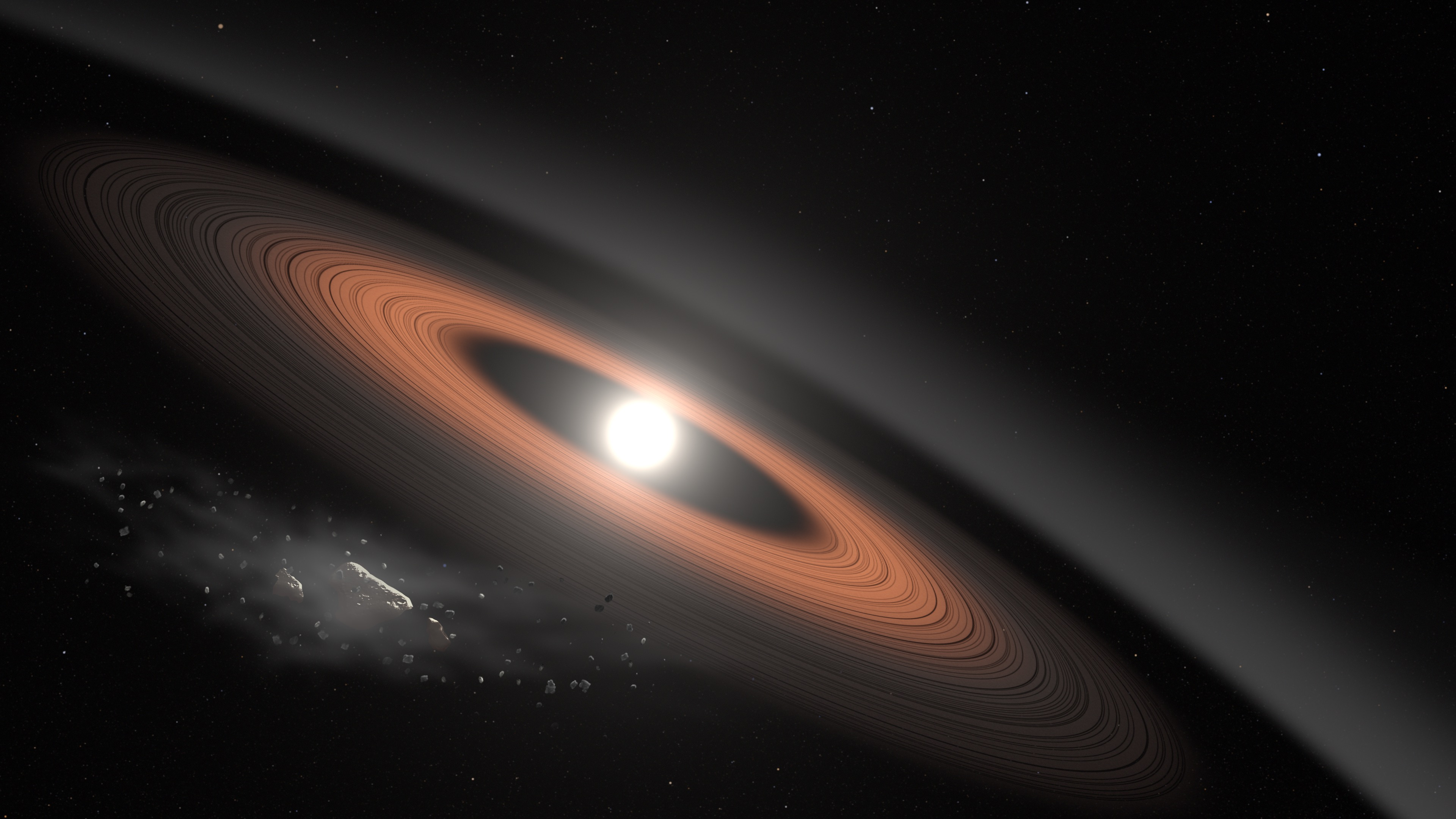
Künstlerische Eindruck von LSPM J0207+3331

Im Juni 2017 wurde verkündet, dass das Projekt seine erste Entdeckung gemacht hat: Einen Braunen Zwerg in der Entfernung von 34 Parsec (111 Lichtjahre) mit der Bezeichnung WISEA 1101+5400 und der Spektralklasse T5.5. Eine Veröffentlichung, die die Entdeckung bekannt machte, erschien im Astrophysical Journal Letters und Backyard Worlds war der Rekordhalter für das Projekt mit der schnellsten Publizierung von dem Beginn des Projekts bis zur ersten Veröffentlichung für ein Zooniverse-Projekt.
Im Oktober 2018 entdeckte eine Teilnehmerin des Projekts LSPM J0207+3331, den ältesten und kältesten Weißen Zwerg mit einer Staubscheibe. Der Weiße Zwerg hat ein Alter von 3 Milliarden Jahren. Der Weiße Zwerg ist von zwei Staubringen mit unterschiedlicher Temperatur umgeben. Dieser Stern wurde mit dem Keck-Teleskop untersucht und ist Thema weiterer Untersuchungen.
Das Projekt hat 1035 Kandidaten gefunden, die Braune Zwerge sein könnten. 131 davon wurden von den Projektwissenschaftlern Spektroskopisch untersucht und bestätigt. 70 Zwerge mit dem Spektraltyp T und 61 Zwerge mit dem Spektraltyp L wurden so bestätigt. Von diesen sind 55 näher als 20 Parsec zum Sonnensystem. Die Kandidaten enthalten auch etwa 100 Kandidaten, die Y-Zwerge sein könnten. (Stand Juli 2019)
Das Projekt hat ein Binärsystem bestehend aus zwei Braunen Zwergen gefunden, die besonders weit voneinander entfernt sind mit etwa 341 astronomischen Einheiten. Ähnliche Systeme wurden für junge Braune Zwerge entdeckt, jedoch ist W2150AB ein älteres System. Das System hat eine Kombination aus Alter, niedriger Gravitationsenergie und niedriger Masse der Komponenten, das es besonders machen. Außerdem ist es eines der wenigen binären Braunen Zwerge, dessen Komponenten mit Bodenteleskopen auflösbar sind, was die Erforschung der Objekte erleichtert.
Im Januar 2020 hat das Projekt die Entdeckung eines Y-Zwerges beim 235igsten Treffen der American Astronomical Society verkündet. WISE J0830+2837 ist der erste Y-Zwerg des Projekts mit einer Temperatur von etwa 350 Kelvin (77 °C).